# 十字架挙栄祭

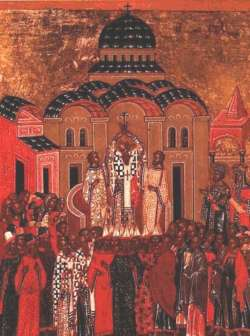
十字架挙栄祭のイコン。15世紀にノヴゴロドで描かれたもの。

十字架挙栄祭（じゅうじかきょえいさい）とは、正教会と東方諸教会において祝われる祭の一つであり、正教会では十二大祭の一つ。亜使徒聖大帝コンスタンティン（コンスタンティヌス1世）の母である聖太后エレナ（母太后ヘレナ）によって、エルサレムでイイスス・ハリストス（イエス・キリストのギリシャ語読み）が掛けられた聖十字架が発見された事と、十字架にまつわる諸事を記念する祭であり、9月27日に祝われる（修正ユリウス暦使用教会では9月14日に祝われる）。
9月14日に祝われるカトリック教会の十字架称賛祝日に相当する。

## 正教会の伝承

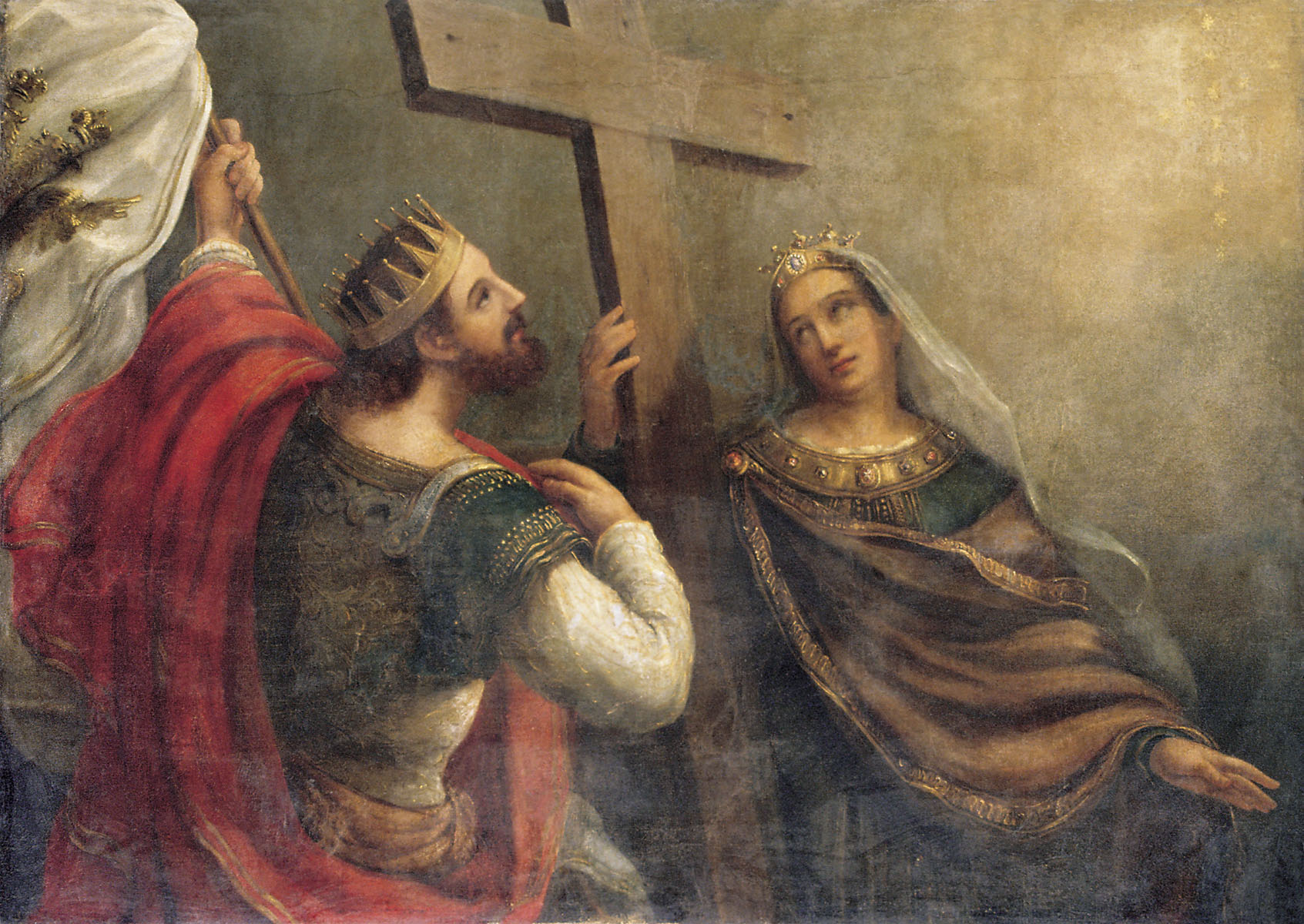
『聖コンスタンティンと聖エレナ』
ヴァシーリー・サザノフ（Василий Сазонов）による19世紀の絵画。聖十字架を発見した母太后エレナと、その息子であり皇帝であるコンスタンティンが描かれている。

十字架挙栄祭は4世紀の出来事を記憶する祭である。以下、本項では正教会の伝承に基づいた内容を記す。参考文献と日本正教会の慣習に従い、イエス・キリストを「イイスス・ハリストス」と現代ギリシャ語・ロシア語に則った転写で表記し、キリスト教を「ハリストス教」と記載する。その他の人名の転写も本記事では基本的に日本正教会の慣習に則ることとする。

### 十字架の発見
亜使徒聖大帝コンスタンティン（コンスタンティヌス1世）の母である聖太后エレナ（母太后ヘレナ）はかねてよりハリストス教徒であったが、皇帝であり息子であるコンスタンティンがハリストス教を受ける決意を示した事に深く感動した。この親子は使徒と同様の働きを宣教にあたって果たした事を評価され、亜使徒の称号が奉られている。
太后エレナは救世主イイスス・ハリストスが釘うたれた十字架を探し出そうと願い、総主教マカリイとともに長い間十字架を探した。
年老いた一人のユダヤ人の案内で、ゴルゴファ（ゴルゴタの丘）と呼ばれた場所が判明し、そこにあった異教の祠を壊して地中を掘ると、三つの十字架が現れた。326年3月19日の事だったという。この三つの十字架のうち、一つは救世主イイスス・ハリストスが掛けられたものであり、他の二つは盗賊が掛けられたものと推定されたが（福音書に、イイススの左右に盗賊が十字架に掛けられたとの記述がある）、どれが救世主の十字架であるのか判らなかった。
たまたま死者を葬るためにゴルゴファの傍らを通り過ぎる者がいた。総主教は彼をとどめて、死者の棺の上に三つの十字架を持って来させた。救世主の十字架が死者に触れると死者は直ちに復活し、病気の女に触れると直ちに全快したという。人々は大いに喜んでこの十字架を拝んだ。
あまりに多くの人々がここに押し寄せたので、総主教は皆がこの十字架を拝む事が出来るように十字架を高く掲げた（この時の情景がイコンに描かれる）。人々は皆、伏拝（ふくはい）し、感動して「主憐れめよ」と叫んだ。
太后エレナは十字架が発見された場所に救世主の復活を記憶する聖堂を建設し、十字架を安置した。エレナはその一部を採り、救世主の宝血の染みた釘とともにコンスタンティノーポリに持ち帰った。後代、その一部はロシアにももたらされている。

### 7世紀の逸話
614年、サーサーン朝ペルシアのホスロー2世によってシリア、パレスティナが征服された際、聖十字架は持ち去られた。これに対し東ローマ帝国の皇帝イラクリイ（古典ギリシャ語再建音ではヘラクレイオス、中世ギリシャ語ではイラクリオス）は622年から628年にわたってサーサーン朝に親征を行い、首都クテシフォンにまで侵攻して勝利を収め、聖十字架およびその他のエルサレムの宝物を奪還した。
皇帝はエルサレムに宝物を返納に赴き、総主教ザハリヤは衆民を率いてエレオン山の麓に皇帝を出迎えた。
この時皇帝は金銀宝石で飾った衣を着、帝冠を戴いてエルサレムに入ろうとしていた。皇帝自ら十字架を肩に荷い、まさにゴルゴファに至る城門に入ろうした時、十字架が神の力によって止められ進む事が出来なくなった。人々にはその理由が分からず大変驚いた。
この時ザハリヤは雷のように輝く天使が城門に立つのを見た。天使を目撃したのは総主教ザハリヤのみであった。「我らの主は今、貴方達の持って来たようにしてこの十字架をここに持っては来ませんでした。」と天使は言ったという。総主教ザハリヤは皇帝に対し、「陛下、我々のために貧困に甘んじ苦難を受けられた救主が、謙遜に己れが肩に負われた十字架は、華やかで美しい衣を着て負うものではありません。」と言った。皇帝がこれを聞いて直ちに美衣帝冠を脱いで粗服を着、冠をはずして裸足となって十字架を背負うと、障害なく十字架を聖堂に運ぶ事が出来た。
総主教は元通りに聖十字架を聖堂内に安置し、人々は「主憐れめよ」と連呼した。
この逸話は、「主の仁愛はただ謙遜によって得られる事」「私たちが何事かを成すためには、まず光栄を主に帰し、自ら誇ってはならない事」を教えるものとして正教会に伝えられている。
7世紀のこの出来事をきっかけとし、それまで殆どエルサレムでのみ祝われていた十字架挙栄祭は帝国全土で祝われるようになった。

## 祭にあたっての習慣

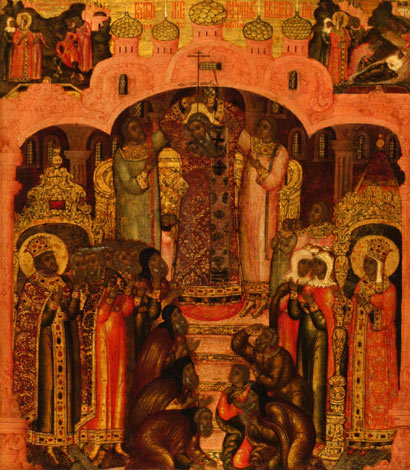
ヤロスラヴリのグリイ・ニキティン（Гурий Никитин）による1680年のイコン。トレチャコフ美術館所蔵。

十字架を記憶するにあたって、他の祭日とは異なる様々な習慣がある。

### 奉神礼（礼拝）
十字架挙栄祭の前晩祷の終盤（早課の大詠頌終結部）に、聖三祝文（せいさんしゅくぶん）が歌われる中、十字架が聖堂の中央に運ばれて安置され、十字架挙栄祭の祭期中、花などで周囲を飾られたまま中央に安置される。この間、信徒は奉神礼の時ごとに、十字架に対して敬拝する。
奉神礼中に敬拝する際には以下の聖歌が歌われる。
また、祭日の讃詞は以下の通りである。十字架挙栄祭の他にも十字架叩拝の主日や各種の奉神礼など、多くの場面で使われる。
ロシア正教会などにおける一部の大教会では、主教によって十字架を高く掲げ、上げ下ろしを伴う奉神礼が行われる事がある（画像は外部リンクを参照）。この際、主教は東西南北の四方向（日本正教会の用語で「四極」とよばれる）に向けて十字架の上げ下ろしと祝福を伴う同様の動作をゆっくりと繰り返し、詠隊は主教の動作に合わせて「主憐れめよ」を数十回繰り返して歌う。

### 慶賀及び守斎の日
十字架挙栄祭は祭日ではあるが、十字架の苦難を覚えるために、行いを慎み食品の種類に制限を設ける斎 (ものいみ)が行われる斎日（ものいみび）でもある。「慶賀及び守斎の日」と教会暦には記載されている。同様の「慶賀及び守斎の日」の記載がされている祭日としては他に前駆授洗イオアン斬首祭があり、これは前駆授洗イオアン（ぜんくじゅせんいおあん - 洗礼者ヨハネ）が斬首された出来事を記憶するものである。

## 十字架挙栄祭を記憶する聖堂・修道院・関連記念日

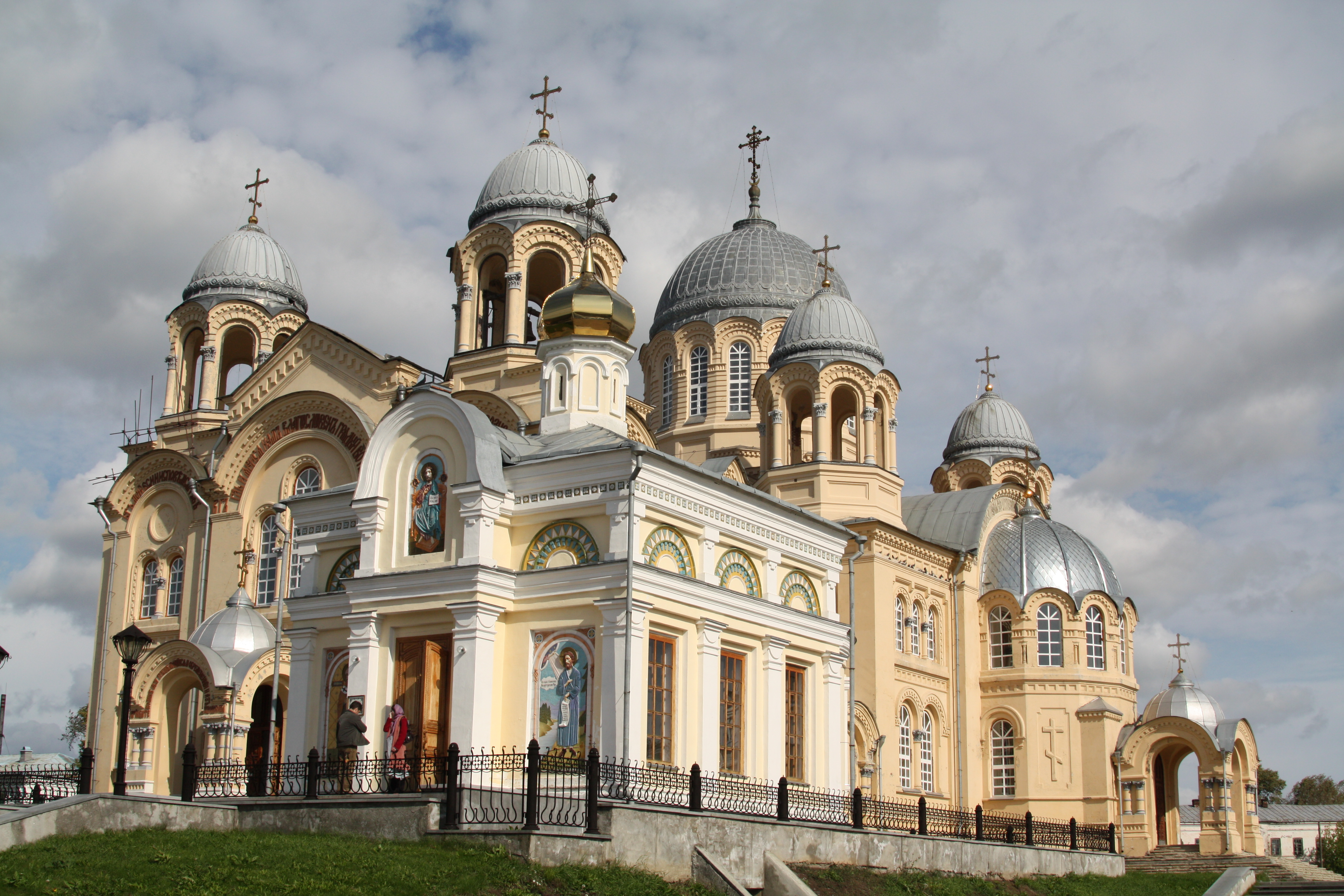
スヴェルドロフスク州にある十字架挙栄大聖堂

他教派でも同様の習慣を有する教派があるが、正教会でも聖堂・修道院にハリストス、聖人・祭日・聖書中の出来事を記憶して名を付ける。「十字架挙栄祭」もこうした聖堂・修道院の命名の際に用いられる。著名な聖堂の中にもこの名を有するものもある。
- ロシア正教会
  - ヴォロコラムスクの修道院長であった聖イオシフ・ヴォロツキイ(1439-1515)が読み書きを習得したのは、ヴォロコラムスクにあった十字架挙栄修道院であった。モスクワにも十字架挙栄修道院がある。
- 日本正教会
  - 盛岡ハリストス正教会 - ウェイバックマシン（2013年5月21日アーカイブ分） (十字架挙栄聖堂)

### 独立記念日・祝祭日
アルメニアにあっては十字架挙栄祭と独立記念日が同一であり、国の祝祭日である。十字架挙栄祭はエチオピアでも"Meskel"として祝われ、国の祝祭日となっている。非カルケドン派であるアルメニア使徒教会・エチオピア正教会でも、十字架挙栄祭は他の東方諸教会と同様に祝われている。